# Кёстлин, Юлий
Юлий Кёстлин (нем. Julius Köstlin; 17 мая 1826, Штутгарт — 12 мая 1902, Галле) — протестантский богослов.
Профессор в Гёттингене, Бреславле и Галле. Его важнейшие произведения: «Die schott. Kirche» (Гамбург и Гота, 1852); «Luthers Lehre von der Kirche» (Штутгарт, 1853); «Das Wesen der Kirche» (Штутгарт, 1854; Гота, 1872); «Der Glaube, sein Wesen, Grund und Gegenstand» (Гота, 1859); «Lutherstheologie» (Штутгарт, 1863); «Martin Luther, sein Leben und seine Schriften» (Эльберфельд, 1883). По своему направлению Кестлин принадлежал к так называемой Vermittlungstheologie (примирительному направлению).